# ヴィンセント・ユーマンス
ヴィンセント・ユーマンスまたはユーマンズ（Vincent Youmans、1898年9月27日 - 1946年4月5日）は、アメリカ合衆国のポピュラー音楽の作曲家。ブロードウェイでミュージカルのプロデューサーとしても活動した。

## 略歴
ニューヨーク州に生まれ、セントラルパーク西部のメイフラワー・ホテルの跡地に育つ。父親が裕福な制帽工場の経営主だったため、ニューヨーク州ラーチモントの上流階級に加わった。ママロネックの私立校トリニティー・スクールやライのヘスコート・ホールに在籍した後、当初はエンジニアを目指しイェール大学に短期間通う。中退してウォール街の証券会社に就職するが、第一次世界大戦に徴兵され出征。海軍の慰問団をプロデュースした際に劇場に関心を抱くようになり、戦後復員してからティン・パン・アレーのT. B. ハームズ社でソング・プラガーとして働き、次いで著名な作曲家ヴィクター・ハーバートのオペレッタでリハーサル・ピアニストを務めた。
ユーマンスはブロードウェイの最も優れた作詞家……例えばハーバート・ストサートやオットー・ハーバック、オスカー・ハマースタイン2世、アーヴィング・シーザー、アン・コールドウェル、レオ・ロビン、クリフォード・グレイ、ビリー・ローズ、エドワード・エリスク、エドワード・ヘイマン、ハロルド・アダムソン、マック・ゴードン、バディ・デ・シルヴァ、ガス・カーンらと共作を行なった。アイラ・ガーシュウィンとの共作『トゥー・リトル・ガールズ・イン・ブルー（Two Little Girls in Blue）』（1921年）の楽曲は広く評判をとった。次に手懸けたのが、ハーバックやハマースタイン2世との共作によるショウ『ワイルドフラワー（Wildflower）』（1923年）である。しかし最もヒットしたのは、シーザーと共作した『ノー・ノー・ナネット』（1925年）であった。
『ノー・ノー・ナネット』は1920年代の欧米において最大の成功作となり、挿入歌の「二人でお茶を」と「アイ・ウォント・トゥ・ビー・ハッピー（I Want to Be Happy）」はスタンダード・ナンバーとして認められた。ユーマンスのもう一つの代表作は、挿入歌「ハレルヤ」で知られる『ヒット・ザ・デック（Hit the Deck）』（1927年）である。
1927年以降は自作のショウのプロデューサーも兼ねた。同年上演されたハマースタイン2世とジェローム・カーンの『ショウボート』に影響を受けたユーマンスは、シリアスなミュージカル・ドラマを手がけるようになる。公演自体は失敗に終わるも、多くの歌がヒットを続けた。ブロードウェイでの最後の仕事は、1932年のミュージカル『テイク・ア・チャンス（Take a Chance）』への追加の楽曲だった。
1933年、ユーマンスはハリウッドに移り映画『空中レヴュー時代』の音楽を担当した。これはフレッド・アステアとジンジャー・ロジャースがダンスペアを組んだ最初の作品で、2人が踊ったナンバー「キャリオカ」は大評判になった。他の挿入歌「月下の蘭（Orchids in the Moonlight）」はコンチネンタル・タンゴの名曲として知られている。
映画のヒットでキャリアの復活が見えた矢先、翌年ユーマンスは結核を患い、わずか13年間の活動をもって引退を余儀なくされる。ブロードウェイへの唯一の復帰作は、不幸な運命をたどった大興行の『ヴィンセント・ユーマンス・バレエ・レビュー（Vincent Youmans Ballet Revue）』（1943年）である。このショウはラテン音楽と、ラヴェルの『ダフニスとクロエ』などのクラシック音楽とを融合させた野心作で、レオニード・マシーンが振り付けたが、約400万ドルの赤字に終わった。
1946年に結核により病歿。未出版の楽譜を大量に遺したまま亡くなった。1970年、ソングライターの殿堂入りを果たす。

## 作風
ユーマンスの最初期の歌は、旋律素材の簡潔さが際立っている。2音から4音でできたフレーズが絶え間なく繰り返され、和声やリズムを絶妙に変化させつつ変奏される。しかし後年は、より長い楽句や狂詩曲風の旋律線を用いるようになった。正式に出版された歌は100曲に満たないが、うち18曲がASCAPによってスタンダード・ナンバーと認定されており、これは非常に高い割合である。

## ブロードウェイ・ミュージカル（音楽担当）
- Two Little Girls in Blue (1921年)
- Wildflower (1923年)
- Mary Jane McKane (1923年)
- Lollipop (1924年)
- 『ノー・ノー・ナネット』 - No, No, Nanette (1925年、レヴューは1971年)
- Oh, Please! (1926年)
- Hit the Deck (1927年)
- Rainbow (1928年)
- A Night in Venice (1929年)
- Great Day! (1929年)
- Smiles (1930年)
- Through the Years (1932年)
- Take a Chance (1932年) ※追加歌曲のみ
- The Vincent Youmans Ballet Revue (1943年)

## フィルモグラフィ（音楽担当）
- 『浮気成金』 - No, No, Nanette (1930年)
- Hit the Deck (1930年)
- 『赤陽の山路』 - Song of the West (1930年)
- 『陽気な後家さん』 - What a Widow! (1930年)
- 『当たって砕けろ』 - Take a Chance (1933年)
- 『空中レヴュー時代』 - Flying Down to Rio (1933年)
- 『ノー・ノー・ナネット』 - No, No, Nanette (1940年)
- 『二人でお茶を』 - Tea for Two (1950年)
- 『艦隊は踊る』 - Hit the Deck (1955年)[6]

### 音源
- Vincent Lopez Orch. plays Youmans: I Want To Be Happy, 1925 - YouTube
- Roaring Twenties: Nat Shilkret - Hallelujah! 1927 - YouTube
- Lee Wiley sings Youmans' "Time On My Hands", 1931 - YouTube
- ROBERT MERRIL SINGS - VINCENT YOUMANS 1955 - YouTube